# Differential GPS
DGPS (англ. differential global positioning system) или СДК ГНСС (системы дифференциальной коррекции глобальных навигационных спутниковых систем) в русскоязычной литературе встречается так же как ФД СРНС (функциональные дополнения спутниковых радионавигационных систем) в англоязычной литературе встречается как GNSS augmentation. 
Системы дифференциальной коррекции — система повышения точности сигналов ГНСС заключающаяся в исправлении измеренных приемником псевдодальностей до спутников поправками к ним, полученными извне, от достоверного измерителя (базовая или опорная станция). При этом компенсируются как атмосферные искажения, так и эфемеридные ошибки. В основе метода лежит положение о том, что влияние различных источников ошибок на результаты измерений одинаково как для базового, так и для мобильного приемника (ровера), то есть используются свойства коррелированных ошибок и применяется дифференцированный подход к определению области действующих поправок. Данная область строго локальна и ограниченна какими либо условиями.
Функциональные дополнения — Совокупность аппаратных и программных средств, предназначенных для повышения точности навигационных определений на основе штатного сигнала СРНС. Получив аппаратурными методами или расчетным путем величины этих систематических погрешностей (так называемых дифференциальных поправок), можно реализовать в аппаратуре потребителя компенсацию основных систематических погрешностей навигационных определений путем их учёта в алгоритмах обработки навигационных данных
Любая система DGPS использует сеть стационарных наземных опорных станций с заранее определёнными координатами фазового центра приёмника ГНСС для определения погрешности между известными координатами и определёнными спутниковой системой GPS. Опорная станция формирует корректирующее сообщение (англ. corecting message), содержащее в первую очередь фазовые наблюдения на базе и при необходимости прочую информацию в зависимости от версии формата передачи (ключи пересчёта, ЭВИ и т.д). Ровер и/или специализированное ПО, получив эту информацию, вычисляет дифференциальные поправки для собственного местоположения и времени, после чего они передаются пользователю. Существует несколько видов использования (введения) навигационных поправок: фазовые (квазидифференциальные и дифференциальные) и ЭВИ (эфемеридно-временная информация). Различаются они точностью полученных измерений и временем, затраченным на их получение.
Так, режимы с постобработкой (постпроцессинг, апостериорная обработка данных) позволяют добиться наибольшей точности в субсантиметровых пределах, но требуют значительного времени на сбор и обработку данных. Precise Point Positioning (PPP) подразумевает получение высокоточных данных эфемерид и поправок к часам спутников (от суток — «быстрые» эфемериды, до двух недель — «финальные» эфемериды).
Под DGPS или DGNSS также понимаются фазовые методы определения координат относительно базовой станции Post Processing Kinematic (PPK) и Real Time Kinematic (RTK), а также методы использующие спутники связи.
В методах RTK и SBAS времени затрачивается существенно меньше — фактически работы могут проводиться в реальном времени, а получаемые поправки достигают точности порядка 1 см в плане и 2 см по высоте.

## История
При вводе GPS в эксплуатацию, американские военные были обеспокоены возможностью использования глобально доступныx сигналов GPS силами противника. Первоначально правительство считало, что сигнал «грубого приема» (C/A) даст только точность около 100 метров, но с улучшенными конструкциями приемников фактическая точность составила от 20 до 30 метров. И начиная с марта 1990 года, чтобы избежать такой «неожиданной» точности, сигнал C/A, передаваемый на частоте L1 (1575,42 МГц), был преднамеренно ухудшен (загрублён) путём смещения его тактовой частоты на случайную величину, эквивалентную примерно 100 метровому расстоянию на поверхности земли. Этот метод, известный как «выборочная доступность», или С/А, серьёзно ухудшил качество сигнала GPS для невоенных пользователей. Более точное определение было возможно при использовании 2-й частоты L2 (1227,6 МГц), которая в свою очередь, была доступна только авторизованным пользователям с ключами дешифрирования.
Что создало проблему для гражданских пользователей. Правительство получило несколько отказов от использования ГНСС в мирных целях. Связано это было с малой точностью сигнала С/A. Был поставлен вопрос об окупаемости не только самой системы GPS как таковой, но и наземных радионавигационных систем (Лоран, VOR и NDB), используемых гражданскими службами, обслуживание которых обходилось в миллионы долларов в год. Они были слишком дороги, но обеспечивали необходимую точность в сравнении с сигналом С/A. Доступ к глобальной навигационной спутниковой системе (ГНСС) мог бы обеспечить значительное повышение точности и производительности при незначительных затратах, однако военные ведомства по-прежнему решительно возражали по соображениям безопасности.
В начале 80-х годов ряд гражданских учреждений разработали решение «проблемы С/A». Постольку поскольку сигнал С/A менялся медленно, решение заключалось в том что 100-метровая зона смещения сигнала являлась относительно фиксированной и образует локальную систему координат (если смещение было «100 метров к востоку», это смещение верно на достаточно широкой площади). Вещание этого смещения на местные приёмники GPS могло устранить «эффекты С/A» и приблизить результаты к теоретической производительности GPS, около 15 метров. Кроме того, ещё один крупный источник ошибок в GPS-фиксации связан с задержками передачи радиосигнала в ионосфере, которые также могут быть измерены наземными станциями и исправлены по средствам ретрансляции. Что увеличивает точность до 5 метров и предопределило дальнейшее развитие DGPS. Уже традиционно, для морских ведомств, проблема решалась только в плановом положении т.к высотные отметки над (!) уровнем моря не так уж важны..
Береговая охрана США была одним из наиболее агрессивных сторонников системы DGPS, экспериментируя с системой на все более широкой основе в конце 1980-х и начале 1990-х годов. Эти сигналы транслировались на морских длинноволновых частотах, которые могли быть приняты на радиотелефонах и переданы в приёмники GPS. Почти все крупные поставщики GPS предлагали устройства с входами DGPS не только для сигналов USCG, но и для авиационных устройств на УКВ-или коммерческих AM-диапазонах.
Раздача радио сигнала с информацией DGPS на лимитированной основе началась в 1996 на большинство портовых заходов США, и быстро расширилась в партнёрстве с канадской береговой охраной. Были введены в действие планы по расширению системы по всей территории США, но это было нелегко. Качество корректировок DGPS, как правило, снижалось с расстоянием, и крупные передатчики, способные охватывать большие площади, как правило, группировались вблизи городов. Это означало, что районы с более низкой численностью населения, особенно на Среднем Западе и Аляске, будут мало охвачены наземным GPS-станциями.
К середине 90-х годов стало ясно, что система загрубления сигнала больше не может выполнять отведённую ей роль. DGPS сделал её неэффективной, именно там, где она считалась наиболее необходимой. Кроме того, опыт войны в Персидском заливе показал, что широкое использование гражданских приёмников американскими войсками означало, что сохранение С/A включённым причинит больше вреда, чем пользы. в 2000 год после многих лет давления исполнительный приказом президента Билла Клинтона С/A был отключён навсегда. К моменту отключения С/A DGPS стал неотъемлемой частью систем ГНСС по всему миру, которая помогает устранять различные погрешности. К ним относятся ионосферные эффекты, ошибки в данных об эфемеридах положения спутников, а также тактовый дрейф на спутниках. В зависимости от количества данных, передаваемых в сигнале коррекции DGPS, точность определения координат может достигнуть менее 10 см.
В середине 90-х эстафету в развитии дифференциальных методов коррекции подхватила авиационная отрасль. По заказу Министерства транспорта США (DOT) и Федерального управлением авиации (FAA) в рамках федеральной программы радионавигации, начиная с 1994 года запущена в разработку система WAAS, которая была призван обеспечить показатели, сопоставимые с показателями приборной системы посадки.
В начале 2000-х был запущен сигнал для авиации общего пользования, охватывающий 95 % территории США и часть Аляски, предлагающие минимально 100 метровую точность.
К концу 2000-х компания Hickok & Associates, базирующаяся в Алабаме, стала первым разработчиком вертолёта с системой WAAS. А FAA одобрила технические требования для авиасудов снабжённых данной системой. Чуть позже, после создания инфраструктуры, и более крупные суда стали оснащаться приёмниками, так свой первый рейс, Портленд-Сиэтл авиакомпании Horizon Air, с использованием WAAS совершил Bombardier Q400. Космические системы типа WAAS предлагают точность, аналогичную наземным сетям DGPS USCG.
По состоянию на ноябрь 2013 года сеть MDGPS (Maritime DGPS) состояла из 85 вещательных сайтов, которые обеспечивают двойной охват почти всей береговой линии США и внутренних судоходных водных путей, включая Аляску, Гавайи и Пуэрто-Рико. Кроме того, система обеспечивает единый или двойной охват большинства внутренних районов Соединённых Штатов.
Сеть MDGPS (Maritime DGPS) функционировала только в прибрежных водах обоих побережий США, в районе Великих озёр и на внутренних водных путях Миссисипи и эксплуатировалась береговой охраной США (USCG). После присоединения к проекту Министерства транспорта Соединённых Штатов совместно с Федеральным управлением автомобильных дорог, федеральным управлением железных дорог и Национальной геодезической службой сеть стала носить названия NDGPS (Nationwide DGPS). Эта система представляет собой расширение предыдущей морской DGPS до полного охвата континентальной части Соединённых Штатов, основным агентством по обслуживанию национальной сети DGPS США оставалась береговая охрана США. Централизованным блоком управления и управления является навигационный центр USCG, базирующийся в Александрии, штат Вирджиния. Администратором NDGPS стал навигационный центр Министерства внутренней безопасности США.
В 2015 году USCG и USACE запросили комментарии по планируемому поэтапному отказу от DGPS США и переходу с наземных систем на спутниковые. В 2016 год было объявлено, что 46 станций останутся в эксплуатации и «доступны для пользователей в морских и прибрежных регионах». Несмотря на это решение, USACE вывел из эксплуатации свои 7 объектов, а в марте 2018 года USCG объявила, что она выведет из эксплуатации оставшиеся станции к 2020 году.

## Назначение и задачи
Точность определения местоположения с помощью GPS обычно составляет от 2 до 10 метров. Этого недостаточно для проведения специальных измерительных работ.
Радикальным направлением повышения точности навигационных определений является дифференциальный режим. Его сущность заключается в устранении некоторых погрешностей навигационного поля системы, сильно коррелированных в локальных районах (до 2000 км). Система DGPS предназначена для повышения точности определения координат от 1 метра до нескольких сантиметров в зависимости от метода.
Все наземные системы DGPS по назначению разделяются на навигационные (обеспечение навигационных задач) и геодезические (обеспечение задач геодезии). Навигационные системы обеспечивают метровую (c точностью 1 — 5 метров в зоне действия диффсистемы), геодезические — дециметровую и сантиметровую. Первые выполняют работу как правило в географической (сферической) системе координат. Вторые в прямоугольной метрической. Космические системы позволяют решать навигационные задачи с геодезической точностью.

## Недостатки
Общей проблемой для всех методов DGPS является то что почти все из компенсированных ошибок варьируются в зависимости от пространства. По этой причине точность DGPS уменьшается с расстоянием от опорной станции, проблема может быть усугублена, если пользователю и станции не хватает «общего созвездия/плеяды» — когда они не могут видеть одни и те же спутники.
Существенным недостатком во всех методах дифференциальной коррекции являются координаты опорного пункта. Погрешности координат этого пункта полностью входят в координаты определяемых точек, то есть вся развиваемая система оказывается смещенной.

## Принцип работы
При сборе данных на контрольно-корректирующей станции (ККС) входной информацией являются: наблюдения за сигналами НКА, наблюдения за состоянием тропосферы, данные о местонахождении приёмного оборудования и о калибровках этого оборудования. В результате получаются: измерения ПД (пространственные данные) по сигналам с С/А-кодом GPS, разностные измерения по сигналам L1/L2 GPS, навигационные данные НКА, измерения ПД по сигналам с С/А-кодом ГКА, навигационные данные ГКА, тропосферные данные, координаты фазовых центров антенн, смещения разностных измерений по сигналам L1/L2, данные для форматирования выходной информации.
При определении ионосферной коррекций на ККС используются разностные измерения по сигналам L1/L2, смещения разностных измерений по сигналам L1/L2, координаты фазовых центров антенн, навигационные данные НКА, определение сетки ионосферных данных. В результате на выходе получаются данные, которые передаются для формирования соответствующих дифференциальных поправок.
При определении и уточнении параметров орбит КА на ККС используются: измерения ПД по сигналам с С/А-кодом, разностные измерения по сигналам L1/L2, навигационные данные НКА, тропосферные данные, координаты фазовых центров антенн, смещения разностных измерений по сигналам L1/L2 и данные о планируемых манёврах и НКА. В результате получаются данные: орбит НКА, для эфемеридного сообщения и альманаха. Эти же входные данные используются для определения коррекции параметров орбит и временных поправок к «часам» НКА.
В результате получаются: долгосрочные и краткосрочные коррекции, оценка ошибок этих коррекций с вероятностью 99,9 %, верифицированный фактор ухудшения этой оценки и прогнозируемая СКО определения ПД.

## Основные источники ошибок
На точность решения навигационной задачи по определению местоположения объекта влияют следующие факторы:
- геометрическое расположение навигационных космических аппаратов (НКА), используемых в решении;
- погрешности формирования бортовых шкал времени (ШВ) НКА вызванное рассинхронизацией бортовых часов НКА — плохой корреляции времени между часами приёмника и часами спутника. Прецизионные часы, расположенные на земле, с одной стороны, и на спутниках, вращающихся вокруг Земли, подвергаются различному поведению.
- эфемеридные погрешности НКА или влиянием погрешностей эфемерид НКА, эфемериды, загруженные с земли и транслируемые спутником, несовершенны. Возникают при манёврах спутников, о которых пользователь заранее не предупреждён, а также после нахождения спутника в тени Земли (за горизонтом наблюдения)
- погрешности за счет распространения навигационных радиосигналов в атмосфере (ионосферные и тропосферные погрешности). Ионосферная погрешность: относительно пути в ионосферном слое. погрешность тропосферы: относительно пути в тропосферном слое.
- аппаратурные погрешности НАК;
- наличие в системе специальных мер по загрублению точности (исторический пример — селективный доступ в системе GPS).
- релятивистские эффекты.[2]

Геометрический фактор — одна из характерных для спутниковых систем особенностей. Определения местоположения точек, на основе использования пространственной линейной засечки, состоит в том, что результирующая точность координатных определений зависит не только от точности выполняемых дальномерных измерений, но и от геометрии расположения наблюдаемых спутников.
Ионосферная погрешность зависит от полного содержания электронов TEC (Total Electron Content) по пути сигнала, влияющих на скорость распространения радиосигналов их значения оцениваются величинами, лежащими в пределах от 5 до 50 м. Ионосфера, являющаяся наиболее удаленной от земной поверхности частью атмосферы, подвержена сильному воздействию различных космических излучений, и прежде всего, влиянию ультрафиолетовой радиации Солнца. В результате такого облучения электрически нейтральные молекулы и атомы воздуха ионизируются, то есть распадаются на свободные электроны и электрически заряженные ионы. Ионосферные погрешности обычно пересчитываются в поправки к псевдодальностям. При геодезическом использовании спутниковых измерений наибольшее распространение получил метод учёта влияния ионосферы, базирующийся на применении двух несущих частот L1 и L2. У приемников, находящихся на расстоянии 25 км, разность ионосферных вертикальных задержек может достигать порядка 0.1 — 0.2 м. После выполнения дифференциальной коррекции типичная остаточная погрешность для спутников вблизи зенита будет около 0.1 — 0.2 м при расстоянии между пунктами около 100 км.
Тропосферная погрешность зависит от профиля плотности воздуха вдоль пути сигнала и составляет около 2.1 м и зависит только от давления, а величина влажной составляющей может колебаться от нескольких см до 0.4 м и зависит главным образом от влажности. При переходе от зенита к наклонным направлениям погрешность увеличивается, достигая вблизи горизонта 20 — 30 м. После выполнения дифференциальной коррекции (использовании значения метеопараметров как входных данных для одной из многих моделей рефракции) при расстояниях между приемниками в 10 км остаточная ошибка (в 10 % случаях в основном из-за влажной составляющей) составит 0.1 — 0.2 м. Таким образом, большая часть тропосферной погрешности (в 90 % случаях) поддается учёту с использованием сравнительно простых моделей, но чтобы учесть остаток потребуются значительные усилия, в том числе материальные затраты. Для больших расстояний или при значительной разности высот остаточная ошибка для низких спутников составит 2—7 мм на каждый метр в разности высот.
Релятивистские и гравитационные эффекты. Релятивистские эффекты оказывают влияния на спутниковые орбиты, распространение сигналов спутника и часы спутника и приёмника. При этом достаточно учитывать только гравитационное поле Земли, поскольку Солнце, Луна и другие массы солнечной системы оказывают пренебрежимо малое влияние.
- Релятивистские эффекты, воздействующие на орбиту спутника.
- Релятивистские эффекты, воздействующие на сигнал спутника.
- Релятивистские эффекты в часах спутника.
- Релятивистские эффекты в часах приёмника[25].

## Состав и виды DGPS работающих в режиме RT (real time)
| Параметры                 | Мобильные дифференциальные системы                                  | Локальные дифференциальные системы                                                             | Региональные дифференциальные системы                                                          | Широкозонные системы дифференциальной коррекции                                                                                            | Глобальные системы дифференциальной коррекции |
| ------------------------- | ------------------------------------------------------------------- | ---------------------------------------------------------------------------------------------- | ---------------------------------------------------------------------------------------------- | --- | --- |
| Состав                    | Одна нестационарная станция сбора измерений. Канал передачи данных. | Одна или несколько станций сбора измерений. Канал передачи данных.                             | Сеть станций измерений, каналы передачи данных, вычислительный центр                           | Региональная сеть станций измерений, Каналы передачи данных, Вычислительный центр, Наземный комплекс управления                            | Глобальная сеть станций измерений, Каналы передачи данных, Вычислительный центр, Наземный комплекс управления                                                                                     |
| Корректирующая информация | Поправки к навигационным параметрам, измеряемым потребителем        | Поправки к навигационным параметрам, измеряемым потребителем, Информация о целостности системы | Поправки к навигационным параметрам, измеряемым потребителем, Информация о целостности системы | Поправки к эфемеридно-временной информации, Поправки к навигационным параметрам, измеряемым потребителем, Информация о целостности системы | Поправки к эфемеридно-временной информации, Поправки для исключения атмосферных искажений сигнала, Поправки к навигационным параметрам, измеряемым потребителем, Информация о целостности системы |
| Каналы передачи           | наземные линии передачи данных                                      | наземные линии передачи данных                                                                 | наземные линии передачи данных                                                                 | космические аппараты связи и ретрансляции                                                                                                  | космические аппараты связи и ретрансляции |
| Зона действия             | 2—10 км                                                             | 50—200км                                                                                       | 400—2000 км                                                                                    | 2000—5000 км | Глобальное покрытие |

По охватываемому диапазону различают 5 основных видов:
Мобильные — имеют максимальный охват (дальность действия от контрольно-корректирующей станции (ККС) — до 10 км. И включают одну ККС, аппаратуру управления и контроля (без контроля целостности), а также средства передачи данных.
Локальные — имеют максимальные дальности действия от контрольно-корректирующей станции — до 200 км. И включают одну ККС, аппаратуру управления и контроля (в том числе и контроля целостности), а также средства передачи данных. Монтируются в зданиях и сооружениях или в виде блок-контейнера.
Региональные — диаметр рабочей зоны может составлять от 200 до 2000 км. РДПС как правило включают в своем составе несколько служебных (собирающих информацию) и одну центральную контрольно-корректирующую станцию (вырабатывающую поправки), соответствующие средства передачи корректирующей информации и сигналов целостности.
Широкозонные или NDGPS (англ. nationwide DGPS — общенациональная DGPS) — Радиус рабочей зоны 2000 — 6000 км. ШДПС состоит из сеть контрольных станций, информация от которых передаётся на главные станции для совместной обработки с целью выработки поправок и сигналов целостности. Выработанные корректирующая информация и сигналы целостности загружаются через наземные станции загрузки на геостационарный КА (спутники связи), для последующей ретрансляции потребителям. Спутники связи можно также используются в качестве дополнительных навигационных точек для дальномерных измерений. Основными методами контроля целостности при этом являются методы анализа разностей между измеренными и прогнозируемыми значениями пространственных данных, а для повышения точности используется избыточность измерений.
Глобальные или GDGPS (англ. global DGPS — глобальная DGPS) — с охватом по всему земному шару.
В обобщённую структурную схему построения систем DGPS входят следующие основные элементы: контрольно-корректирующая станция; станция мониторинга дифференциальных поправок (СМДП); станция передачи дифференциальных поправок и сигналов предупреждения (СПДП).
Контрольно-корректирующая станция осуществляет контроль целостности навигационных сигналов и расчет дифференциальных поправок. Для целей контроля целостности привлекаются специальные станции мониторинга, которые контролируют качество радионавигационного поля и в случае возникновения отказов и неисправностей спутника формируют признак отказа. Станция мониторинга дифференциальных поправок контролирует качество. Обобщённая информация формируется и передаётся пользователю по одному из доступных каналов связи.
По способу дислокации (базирования) различают 3 основных вида:
- автономные функциональные дополнения — aircraft-based augmentations systems (ABAS);
- наземные функциональные дополнения — ground-based augmentation systems (GBAS);
- космические функциональные дополнения — space-based augmentation systems (SBAS)[2].

Все виды функциональных дополнений не противопоставляются друг другу, а взаимно дополняют.

## Типы измерений
В дифференциальном режиме используются несколько типов измерений: кодовый и псевдофазовый (по наблюдениям фазы несущей), а также эфемеридно-временную информацию (точные эфемериды).
Кодовые системы строятся на основе измерения и обработки псевдодальностей. Псевдодальность англ. pseudo-range- искаженное погрешностями расстояние между спутником и приемником. Вычисленное по скорости распространения сигнала и расхождению шкал времени на спутнике и в приемнике пользователя; они имеют в общем случае неограниченную область действия и характеризуются ошибками местоопределения от долей до нескольких метров.
Фазовые системы строятся на основе определяемого до спутника расстояния, реализуемого после разрешения неоднозначности то есть нахождения целого числа длин волн, укладывающихся в измеряемом расстоянии. Характеризуются высокой точностью местоопределения (до долей сантиметра), однако область их действия ограничивается дальностью в пределах 10 км и редко доходят до 30 км. Падение точности зависит от корреляции расстояния между базой и ровером, то есть от удаления мобильных приемников и базовой станции.
Эфемеридно-временная информация содержат координаты каждого спутника в системе отсчета ITRF вместе с поправками часов спутников. Эта информация даётся для каждого спутника на регулярные эпохи с интервалом 15 минут. Точные эфемериды являются продуктом пост-обработки и предоставляется специализированными службами мониторинга.

## Режимы работы
При формировании дифференциальных поправок используют три основных режима работы использующие различные методы, подходы и технологии:
- Quasi-differential (квазидифференциальные) методы и метод PPK основан на режиме Post processing (постобработка) — режим предусматривающий, обработку на ЭВМ, после проведённых наблюдений. При постобработке результаты получают после ухода с пункта наблюдений[19].
- Differential (дифференциальные) методы коррекции используют в основном режим Real Time (Реального Времени) — режим, при котором поправки на базовой станции формируются для наблюдаемого созвездия спутников ГНСС, используемого в определяемом пункте. Наблюдения в реальном времени предполагают, что полученное положение будет доступно непосредственно на месте позиционирования, пока наблюдатель находится вблизи станции.[19]

- Режим Predicted (Прогнозируемый) практикует методы с использованием ЭВИ (эфемеридно-временная информация), а также режим, при котором на базовой станции определяются поправки для всех спутников (наблюдаемых и ожидаемых). Недостатком этого метода является усложнение аппаратуры потребителей. В этом методе по данным сети базовых станций создается пространственно-временная модель поправок[19][28].
- Режим pseudosatellite (Псевдоспутниковый) — практикует создание лжеспутника на земле (математическое моделирование статической модели) формирующих навигационные сигналы в формате и на частотах ГНСС, которые дополняют глобальное радионавигационное поле в заданном районе. Её размер определяется мощностью передатчика псевдоспутников и дальностью прямой видимости. Такие режимы как правило используются на устаревших радио системах LORAN и Чайка[32][33].

### Квазидифференциальные (относительные) методы
В конце 1990-х годов, когда даже карманные приёмники были довольно дорогими, были разработаны некоторые методы относительных GPS определений, использующие от 3 до 10 точек съёмки (Статика и Кинематика) заключающиеся в обработке реальных измерений данными измерений полученными на 2-х и более приемников (точность до 1-2 см) и обязательный для них Post processing. Данные методы получили название квазидифференциальных или относительных. В данных методах наблюдения производят не менее чем двумя приемниками, один из которых располагается на опорном пункте с известными координатами, а второй совмещен с определяемым объектом. В относительном методе наблюдения, сделанные одновременно на опорном и определяемом пункте, обрабатываются совместно, что приводит к повышению точности решений, но исключает мгновенные решения. В относительном методе определяется вектор, соединяющий опорный и определяемый пункты, называемый вектором базовой линии.
Statics (Статика) — Используется для измерения базисных линий при развитии государственных геодезических сетей (ГГС), изучения движений тектонических платформ, при развития съёмочных сетей, сетей сгущения, геодезической разбивочной основы и прочих прикладных и технических построениях. Предполагает высокую точность на базовых линиях до 20 км, и продолжительные, многократные не менее 1 часа сеансы наблюдений. Обязательное обновление альманаха, между сеансами, путём отключения приёмника не менее чем на 1 час. Логически все участвующие приёмники статичны. Статика вбирает в себя все возможные ошибки исходных пунктов и измерений.
Kinematics (Кинематика) — Используется при топографической съёмки, исполнительной съёмки и/или для создания тематических схем и картограмм. Способом быстрого определения координат большого количества точек. Очень эффективен при измерении большого количества близко расположенных точек. Метод не предполагает отключения приёмника (обновления альманаха) между наблюдениями. Логически все участвующие приёмники делятся на Базы (статичный приёмник) и Ровер (подвижный приёмник). Включает лишь ошибки непосредственного измерения в данный момент.
Обязательной составной данных методов является Постобработка (Post processing).
Post processing (Постобработка) — в широком смысле, это все то, что происходит после основных действий. Постобработка GPS измерений предполагает под собой передачу сырых данных с приемника на ЭВМ и обсчёт полученных данных с помощью специализированных программ.
Постобработка как метод DGPS применяется для получения точных координат и высот неизвестных точек, связывая их с известными точками реперами, пунктами и знаками. Логически постпроцесинг разделяется на 3 части — сам обсчёт, уравнивание и пересчёт из глобальной (географической) системы в некую местную (локальную) метрическую прямоугольную.
Обсчёт заключается в вычисляет исходных линий (векторов), используя данные одновременных измерений от двух или более приемников ГНСС. Исходные линии (вектора) представляют собой трехмерную линию, проведенную между двумя точками, занятыми каждой парой ГНСС-антенн. Пост-обработанные измерения позволяют более точно позиционировать, потому что большинство ошибок ГНСС влияют на каждый приёмник почти одинаково, и поэтому могут быть взаимоисключены.
{\displaystyle R_{1}-R_{2}=d1-d2+c(dt_{1}-dt_{2})+e_{iono1}-e_{iono2}+e_{tropo1}-e_{tropo2}+e_{ephe1}-e_{ephe2}+e_{relat1}-e_{relat2}+e_{reste}}
или {\displaystyle e_{iono1}=e_{iono2}}
- R: расстояние, вычисленное приёмниками
- d : фактическое расстояние
- dt : ошибка синхронизации

аналогично для тропосферной ошибки, эфемеридной ошибки и релятивистской ошибки.
После чего исчезают ошибки, характерные для спутниковых данных:
смещение часов; эфемериды; релятивистские эффекты.
Пересчёт заключается в определении «ключей перехода» сопоставления систем координат глобальной(WGS84, ПЗ90 и т. д.) и локальной и простого матричного пересчёта. Не требует одновременных измерений двух или более приёмников, может быть выполнено одним ГНСС-приёмником.
Уравнивание — математический процесс связанный с выявлением и устранением ошибок.
Создание пунктов спутниковой геодезической сети 1-го класса осуществляется относительными спутниковыми методами определения координат.
Основным недостатком явилось наличие векторов: поскольку координаты определяемых пунктов используются для вычисления компонент базовых линий, то это также сказываться на точности определения приращений координат между опорным и определяемым пунктом.
Post Processing Kinematic или PPK стал дальнейшим развитием относительных (квазидифференциальных) методов и переходными к дифференциальным.

### Дифференциальный метод коррекции
В дифференциальном методе по результатам наблюдений на опорном пункте отыскиваются поправки к соответствующим параметрам наблюдений для неизвестного пункта или к его координатам, то есть наблюдения обрабатываются раздельно. Этот метод обеспечивает мгновенные решения, по отношению к опорной станции.
Таким образом дифференциальный метод коррекции заключается в определении поправок от опорных станций DGNSS с заранее определёнными координатам. Поскольку координаты базовой (контрольно-корректирующей станции) известны с определённой точностью, до 1 метра для целей навигации, до 20 см для целей геодезии и навигации с использованием систем дифференциальной коррекции, и локальные решения с точностью до 3 см для целей геодезии. То их, координаты, можно использовать для вычисления поправок для вновь определяемых параметров позиционирования. Принципиально существует два метода передачи поправок напрямую через радио канал (систему наземных ретрансляторов) или через спутник связи. Таким образом все системы дифференциальной коррекции делятся на наземные и спутниковые.
Основной совокупностью приёмов и методов получения плановых координат и высот точек местности по средствам получения поправок с базовой станции, принимаемых аппаратурой пользователя в реальном времени является Real Time.
Real Time (режим реального времени) — подразумевает получения поправок от автоматизированных станций с минимальной задержкой. Передача дифференциальных поправок или ЭВИ от базовой станции к потребителю может осуществляться с помощью телефонной или радиосвязи, по системам спутниковой связи (например, INMARSAT), а также с использованием технологии передачи цифровых данных RDS (Radio Data System) на частотах FM-радиостанций (УКВ).
В состав информации при дифференциальным метод коррекции, ККС должны быть сформированы информационные сообщения следующих типов:
- параметры альманаха ГЛОНАСС, GPS и др. ГНСС
- параметры эфемерид НКА ГЛОНАСС, GPS и др. ГНСС
- параметры ионосферной и временной коррекции GPS:
  - модифицированные измерения;
  - первичные Ll-измерения:
  - первичные L1-и 1.2-иэмерения[37]

### Методы с использованием ЭВИ
Метод Precise Point Positioning или PPP — метод, заключающийся в применении уточненных эфемерид и времени (эфемеридно-временной информации).

### SDGPS — методика
SDGPS (Satellite Differential GPS) — разработана компанией Thales в 2003г и применяться в системе SkyFix XP. Использует совершенно новый метод основанный на существующей глобальной сети опорных станций Thales для непрерывного отслеживания всех спутников на их орбите, генерируя независимые от опорных станций данные коррекции. Эта полностью динамичная, высокоточная и абсолютно надежная информация коррекции, доступная для любого местоположения, независимо от близости к опорной станции. Делает систему поистине глобальной, без ограничений диапазона от станции дифференциальной коррекции и предусматривающую корректирующую информацию для самого спутника GPS, а не для конкретной площади (охватываемой опорной станцией). Данная информация получается путем непрерывного отслеживания всех спутников на протяжении всей их орбиты с использованием глобальной сети опорных станций, которая в свою очередь идентифицирует, изолирует и измеряет каждый отдельный источник ошибок, и обеспечивая полный набор поправок для каждого спутника GPS. Этот набор поправок содержит отдельные поправки для каждого отдельного источника спутниковой ошибки и как таковой может использоваться в любом месте, независимо от расстояния до опорной станции, что делает систему действительно глобальной без ограничений дальности.
Локальные тропосферные и ионосферные ошибки устраняются на пользовательском уровне в рамках расчета позиционирования и с помощью двух частотного приема GPS. Многолучевой и приемный шум устраняется с помощью наблюдений фазы несущей.
В обычном дифференциальном GPS с использование ЭВИ, данные коррекции становятся почти недействительными на расстояние примерно в 2000 км от опорной станции. В SDGPS горизонтальная точность (10 см) и вертикальная точность (20 см) достигаются без зависимости от расстояния относительно опорной станции. Таким образом навигационное поле становится бесшовными и равномерным.

## Системы дифференциальной коррекции в различных странах NDGPS (nationwide DGPS)
По данным на 1998 насчитывалось 187 радиомаяков в 28 странах мира.
По данным береговой охраны США на 2015, уже 47 стран использовавли системы дифференциальной коррекции.
Системы дифференциальной коррекции размещены по периметру о. Исландия, по побережью Италии и других стран Европы. Отмечается также их размещение в Китае, Индии, Южной Африке, Великобритании.
Полный список морских маяков оборудованных контрольно-корректирующими станциями по состоянию на декабрь 2019 во всемирной базе.

### Россия
Российская Федерация, несмотря на обширную береговую линию и собственную навигационную систему, вплоть до принятия радионавигационного плана
государств — участников содружества независимых государств в 2010 году не имела собственных DGPS систем, не считая разрозненных коммерческих проектов. Широкозонная система дифференциальной коррекции для российской навигационной спутниковой системы ГЛОНАСС развернута в 2016 г.

### Европейская сеть DGPS
Европейская сеть DGPS была разработана главным образом финской и шведской морскими администрациями в целях повышения безопасности на архипелаге между двумя странами.
После упадка навигационной системы Decca в 2000 году. К проекту присоединились Соединенном Королевстве и Ирландии С сетью из 12 передатчиков, расположенных вокруг береговой линии и трех контрольных станций, её создание началось в 1998 году организациями эксплуатирующие маяки Тринити-Хаус, охватывающий Англию, Уэльс и Нормандские острова, Северный Совет маяков, охватывающий Шотландию и Остров Мэн, и комиссары ирландских огней, охватывающие всю Ирландию. Прежде чем система была объявлена работоспособной, она прошла тестирование и были добавлены два дополнительных передатчика. Передача информацию в диапазоне 300 кГц началась в 2002 году.

### Египет
В 1997 Году Компания Beacon Co. Египет и подразделение морских систем MacDonald Dettwiler, (ранее группа морских информационных систем CANAC/Microtel), получили контракт на предоставление полностью готовой национальной системы DGPS для египетских портов и маяков. Этот контракт включает в себя проектирование, закупку, интеграцию, заводские испытания, поставку, настройку и испытания на месте египетского морского DGPS.
Система состоит из 1 станции управления соединенной с 6 станциям мониторинга и ретрансляции DGPS через сеть радиосвязи HF. Резервный доступ к сетям осуществляется путем набора номера со стандартных телефонных линий.
Каждая станция мониторинга и ретрансляции передает поправки DGPS на стандартной частоте морского радиомаяка в дополнение к стандартным сигналам GPS. Эти поправки позволяют египетским и международным морским сообществам определять свои координаты с точностью более 5 метров, что является существенным улучшением по сравнению со 100-метровой точностью, обеспечиваемой коммерчески доступными технологиями GPS.
Система DGPS реализует отказоустойчивую архитектуру с двойным резервированием во всем ключевом оборудовании. Если какое-либо оборудование выйдет из строя, архитектура системы обеспечит его непрерывную работу. Все нарушения в работе немедленно сообщаются на контрольный монитор.
| ККС (Контрольно Корректирующая Станция) | Имя (MACHINE NAME)          | идентификатор станции (Station ID) | Диапазон (КИЛОМЕТРОВЫЙ) | Идентификаторы Радио сигнала (IDRS) | Частота (KHz) | Скорость передачи данных(Bps) |
| --------------------------------------- | --------------------------- | ---------------------------------- | ----------------------- | ----------------------------------- | ------------- | ----------------------------- |
| Port Said                               | Port Said 1 и Port Said 2   | 321                                | 324                     | 442 и 443                           | 290.0         | 200                           |
| Alexandria                              | Alexandria 1 и Alexandria 2 | 320                                | 278                     | 440 и 441                           | 284.0         | 200                           |
| Mersa Matrou                            | Mersa 1 и Mersa 2           | 324                                | 378                     | 448 и 449                           | 307.0         | 200                           |
| Ras Umm Sid                             | Rasummsid 1 и Rasummsid 2   | 322                                | 234                     | 444 и 445                           | 293.5         | 200                           |
| Ras Gharib                              | Ras Gharib 1 и Ras Gharib 2 | 323                                | 278                     | 446 и 447                           | 298.0         | 200                           |
| Quseir                                  | Quseir 1 и Quseir 2         | 325                                | 482                     | 450 и 451                           | 314.5         | 200                           |

### Канада
Канадская система аналогична системе США и предназначена для использования в первую очередь на море. Охватывает Атлантическое и Тихоокеанское побережье, район Великих озёр и реку Святого Лаврентия.
Canadian Marine Differential Global Positioning System работает в системе NAD 83 (Северная Америка 1983 года, преобразования данных из WGS 84 не требуется). Навигационная служба DGPS не только повышает точность стандартной службы позиционирования (SPS), но и обеспечивает целостность в реальном времени, мониторинг и отчетность. Сигнал транслируется в диапазоне от 285 кГц до 325 кГц. скорость передачи данных стандаотная для радио маяков 200(Bps). Вся система состоит из 19 ККС и разбита на несколько сегментов: Тихоокеанское побережье (Алерт-Бей, Амфитрит-Пойнт, Ричмонд и Сандспит), Великие озера и залив Святого Лаврентия, (Виартон, Кардинал, Сен-Жан-сюр-Ришелье, Лозон, Ривьер-дю-Лу, Муази), Атлантическое побережье (Сен-Жан-сюр-Ришелье, Лозон, Ривьер-дю-Лу, Муази, остров Партридж, Мыс Эскуминак, Лисий остров, Западная голова), Восточное побережье (Мыс Хартлен, Мыс Раса, Мыс Рэй, Мыс Норман, Риголе).
Так же до апреля 2011 года Канада эксплуатировала систему GPS Correction (GPS·C), поддерживаемую канадской системой активного контроля и Natural Resources Canada. Система покрывала большую часть Канады.
При использовании с соответствующим приемником GPS·C увеличивал точность в реальном времени примерно до 1-2 метров с номинальной точностью 15 метров. Данные в режиме реального времени собирались на четырнадцати постоянных наземных станциях, разбросанных по всей Канаде, и направлялись на центральную станцию «NRC1» в Оттаве для обработки. Информация GPS·C транслировалась по всей Канаде на MSAT компанией CDGPS, сокращенно от Canada-Wide DGPS Correction Service. CDGPS требовал отдельного приемника MSAT, который выводил коррекционную информацию в формате RTCM для ввода в любой соответствующим образом оборудованный GPS-приемник. Необходимость в отдельном приемнике сделала его менее рентабельным, чем такие решения, как WAAS или StarFire, которые получают свою корректирующую информацию с помощью одной и той же антенны и приемника. 9 апреля 2010 года было объявлено, что сервис прекратит свою работу к 31 марта 2011 года. Служба была выведена из эксплуатации 31 марта 2011 года и окончательно остановленна 1 апреля 2011 года в 9:00 по восточному времени.
| Station name | Location                                                                                               | Operational Date   | Coordinates                      |
| ------------ | --- | ------------------ | -------------------------------- |
| ALBH         | Canadian Forces Base, Esquimalt, British Columbia (near Victoria, British Columbia)                    | 1992-05.07.2025    | 48°23′23″ с. ш. 123°29′14″ з. д. |
| ALGO         | Algonquin Space Complex, Algonquin Provincial Park, Ontario                                            | 1991-01.07.2025    | 45°57′20″ с. ш. 78°04′16″ з. д.  |
| CHUR         | Geological Survey of Canada regional seismic station, Churchill, Manitoba                              | 1993-04.07.2025    | 58°45′32″ с. ш. 94°05′19″ з. д.  |
| DRAO         | Dominion Radio Astrophysical Observatory, Penticton, British Columbia                                  | 1991-02.07.2025    | 49°19′21″ с. ш. 119°37′27″ з. д. |
| EUR2         | New Environment Canada Weather Station building, Eureka, Nunavut                                       | 2005-10-09.07.2025 | 79°59′20″ с. ш. 85°56′15″ з. д.  |
| FRDN         | Hugh John Fleming Forestry Complex, near the University of New Brunswick in Fredericton, New Brunswick | 2003-02.07.2025    | 45°56′00″ с. ш. 66°39′35″ з. д.  |
| HLFX         | Bedford Institute of Oceanography, Dartmouth, Nova Scotia                                              | 2001-12-19.07.2025 | 44°41′00″ с. ш. 63°36′40″ з. д.  |
| NRC1         | Institute for National Measurement Standards, National Research Centre, Ottawa, Ontario                | 1995-04.07.2025    | 45°27′15″ с. ш. 75°37′25″ з. д.  |
| PRDS         | Dominion Observatory in Priddis, Alberta (near Calgary, Alberta)                                       | 1997-01-07.07.2025 | 50°52′16″ с. ш. 114°17′36″ з. д. |
| SCH2         | Transport Canada radio telecommunication facility, Schefferville, Quebec                               | 1997-06-29.07.2025 | 54°49′55″ с. ш. 66°49′57″ з. д.  |
| STJO         | Geological Survey of Canada (NRCan) geomagnetic observing station, St. John's, Newfoundland            | 1992-05.07.2025    | 47°35′42″ с. ш. 52°40′39″ з. д.  |
| WHIT         | Whitehorse, Yukon                                                                                      | 1996-06.07.2025    | 60°45′01″ с. ш. 135°13′19″ з. д. |
| WINN         | NavCanada Winnipeg Area Control Centre building, Winnipeg, Manitoba                                    | 1997-01-09.07.2025 | 49°54′02″ с. ш. 97°15′34″ з. д.  |
| YELL         | Yellowknife, Northwest Territories                                                                     | 1991-01.07.2025    | 62°28′51″ с. ш. 114°28′50″ з. д. |

### Австралия
Австралия управляет тремя DGPS: один в основном для морской навигации, транслируя свой сигнал в длинноволновом диапазоне и располагает 12-ю радиомаяками размещенными вдоль побережья; другой используется для наземных обследований и наземной навигации и имеет коррекцию, транслируемую в коммерческом диапазоне FM-радио. Третий в аэропорту Сиднея в настоящее время проходит испытания на точность посадки самолётов (2011 год), будет использоваться в качестве резервной к прибору системы посадки как минимум до 2015 года. Поправки к положению самолёта транслируются через авиационный УКВ-диапазон.
Австралия и Новая Зеландия в 2018 году объявили о начале НИОКР системы SBAS второго поколения для своих операционных областей. Работа ведется в направлении использовании многочастотного и многопозиционного подхода для уменьшения ошибок, с которыми система первого поколения, такая как WAAS, не может справиться. Также в рамках исследования используется PPP как часть конструкции. Ожидается, что полученная система будет надежно обеспечивать субсантиметровые точности.

### США
США эксплуатирует как минимуму 4 системы DGPS:
В распоряжении Федерального управления гражданской авиации США находится глобальная система распространения дифференциальных поправок (WAAS), разработанная для повышения точности позиционирования и достоверности данных навигационных GPS-устройств. А Национальное управление океанических и атмосферных исследований (National Oceanic and Atmospheric Administration) работает с сетью станций привязки US CORS, система StarFire navigation system — поддерживается американской компанией John Deere. Также в США эксплуатируют и развивают Национальную службу DGPS (NDGPS — Nationwide DGPS) находящуюся под управлением береговой охраны США которая обеспечивает повышенную точность и целостность GPS-информации для пользователей на территории США и прилегающих акваториях. Система является расширением предыдущего варианта — Maritime Differential GPS (MDGPS). Служба транслирует корректирующие сигналы на частотах морских радиомаяков, для повышения точности позиционирования. Служба береговой охраны обеспечивает 10-метровую точность (2 dRMS) во всех установленных зонах покрытия. И значительно увеличивается на входах в гавани до 1 — 3 метров. Система обеспечивает обслуживание континентальных территорий США, Великих озёр, Пуэрто-Рико, частей Аляски, Гавайев и значительной части бассейна реки Миссисипи. Служба Морского дифференцированного глобального позиционирования береговой охраны развернута к 15 марта 1999 года, как было объявлено в пресс-релизе DOT. В марте 2018 года USCG объявила, что она выведет из эксплуатации станции DGPS. К концу 2019 большая часть станций США и Японии были подготовлены к выведению из эксплуатации (числятся как выведенные или выводимые). Эксплуатация ретранслирующих наземных станций завершится к сентябрю 2020 года. Система будет переведена на космический сегмент.

## Применение
- RTLS
- Навигация
- Геодезия